# Смит, Томас (купец)
Сэр Томас Смит (Thomas Smythe) (ок. 1558 — 4 сентября 1625) — английский купец, политик и колониальный администратор. Он был первым управляющим Ост-Индийской компании и казначеем Виргинской компании (с 1609—1620).
Приходился внуком Эндрю Джадду, одному из основателей Московской компании.
В 1604—1605 годах был отправлен в Россию, к царю Борису Годунову. Описание его путешествия, составленное анонимным участником его экспедиции, является ценным историческим источником («Voiage and Entertainment in Rushia». London, 1605).

## Путешествие

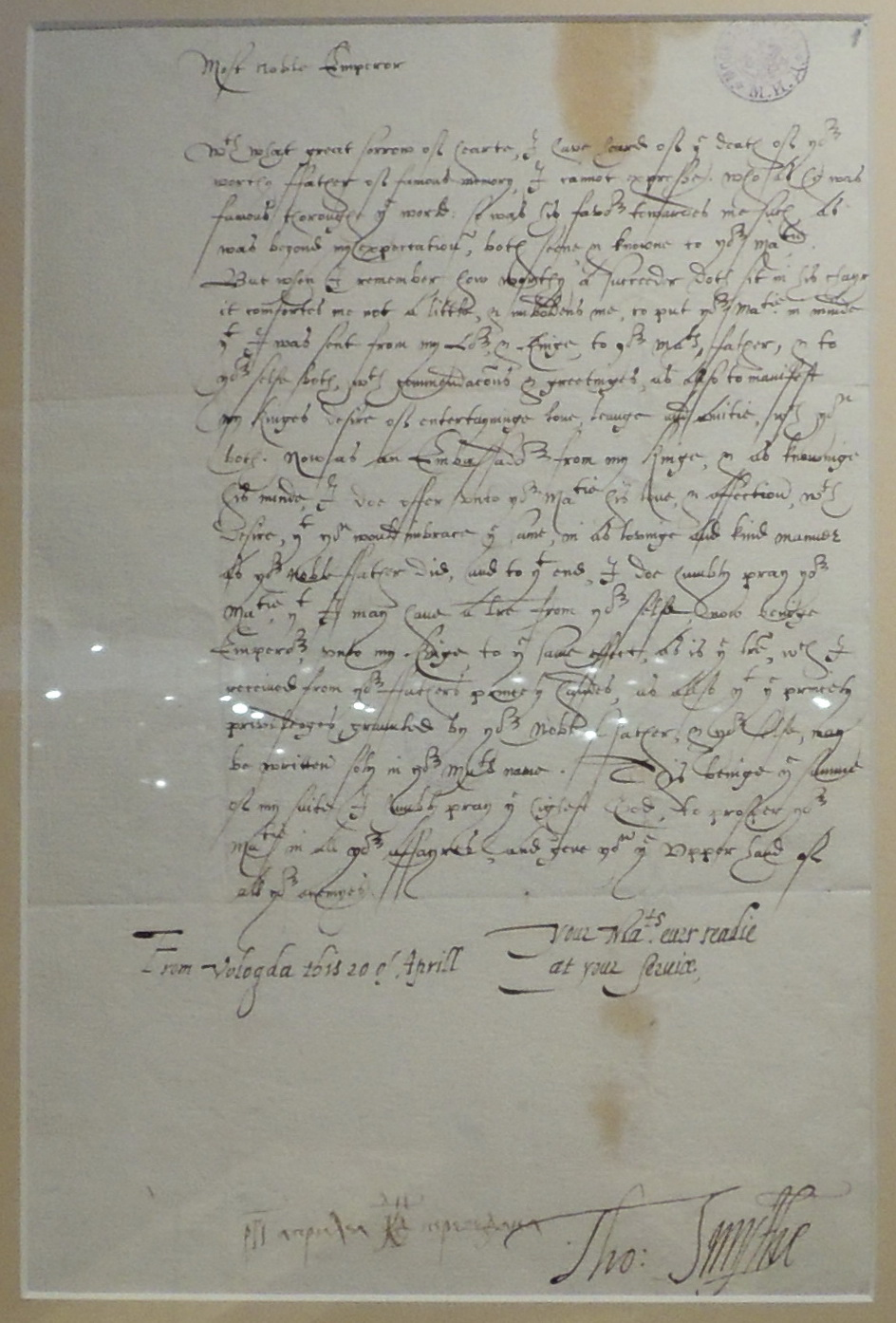
Письмо из Вологды английского посла Томаса Смита царю Федору Годунову с выражением сожаления о кончине его отца и поздравлениями по случаю вступления на престол. Вологда, 20 апреля 1605. РГАДА.

Издание: «Путешествие и пребывание в России сэра Томаса Смита в 1604—5 г.» (СПб., 1893). Перевел и составил примечания И. М. Болдаков.

## В честь него названы
- округ Смитс (Бермудские острова)
- Пролив Смита